# Kyōgoku Tadataka

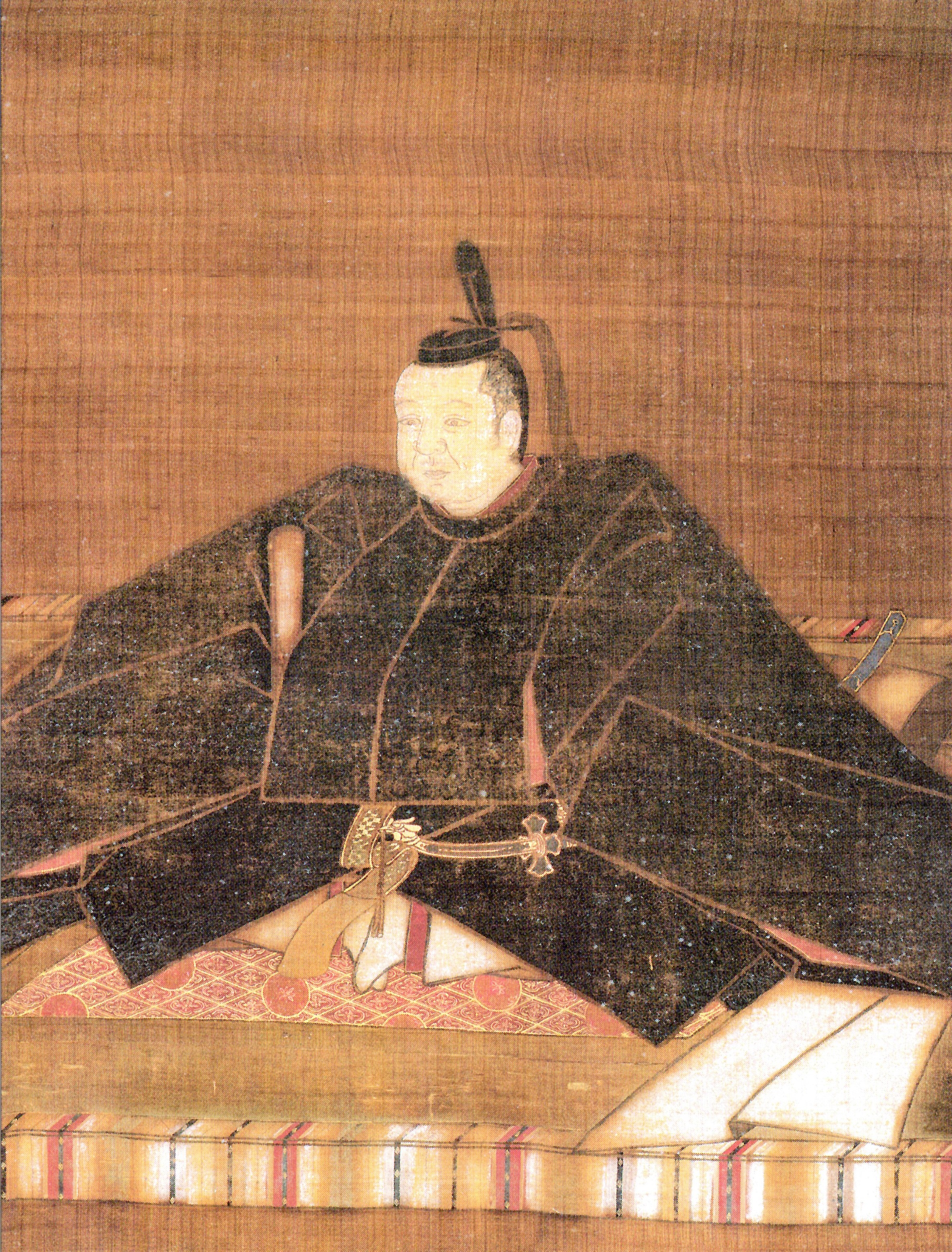

Pour les articles homonymes, voir Kyōgoku.
Kyōgoku Tadataka est un nom japonais traditionnel ; le nom de famille (ou le nom d'école), Kyōgoku, précède donc le prénom (ou le nom d'artiste).
Kyōgoku Tadataka (京極忠高) (1593 - 1637) est un daimyō japonais de l'époque Sengoku et le chef du clan Kyōgoku (京極氏, Kyōgoku-shi)

## Famille et enfance
Kyōgoku Tadataka était membre et chef du puissant Clan Kyōgoku qui revendiquait sa noble descendance de l'empereur Uda (868-897). Il était le fils de Kyōgoku Takatsugu et Hatsu (sa mère biologique était une concubine ). Son grand-père paternel était Kyogoku Takayoshi et son grand-père maternel était Azai Nagamasa, un daimyo du clan Azai.

## Âge adulte et mariage
En 1607 , il a épousé sa cousine Hatsu, la quatrième fille du Shogun Tokugawa Hidetada. En 1609, il devient le chef du clan Kyōgoku après la mort de son père. Il reste surtout connu pour sa participation en 1615 au siège d'Osaka en s'alliant avec les Tokugawa, où il a commandé 2 000 soldats. Au cours de cette campagne, il a dirigé avec succès une manœuvre flanquante contre les défenseurs du château d'Osaka dans la région de Shigino, au nord-est du château, avec Ishikawa Tadafusa et son oncle Kyōgoku Takatomo. Cette manœuvre a joué un rôle déterminant dans la victoire des Tokugawa. Plus tard, de 1620 à 1629, il a dépensé quatre-vingt-douze mille koku pour la reconstruction du château d'Osaka.

## Succession
Le mariage de Tadataka avec Hatsu n'a produit aucun héritier, ce qui veut dire que les terres et les biens de la famille auraient dû revenir au Shogunat. Cependant, le bakufu a désigné à titre posthume Kyōgoku Takakazu comme héritier. Takakazu était le neveu de Tadataka, le fils de son frère Takamasa. Takakazu a été initialement licencié à Tatsuno (50 000 koku) dans la province de Harima.